# Zentralabteilung
Die Zentralabteilung nimmt in deutschen Behörden Aufgaben der Inneren Verwaltung wahr.

## Aufgaben
In einer Zentralabteilung werden querschnittliche Aufgaben wahrgenommen und Ressourcen bereitgestellt, die für die Funktionsfähigkeit jeder Dienststelle von Bedeutung sind. Die Aufgaben fallen in grundsätzlich jeder Organisationseinheit der Behörde an, werden aber in der Behörde zentral wahrgenommen. Aufgaben, die in einer Zentralabteilung wahrgenommen werden, können sein Personalverwaltung und -entwicklung, Haushalts- und Rechnungswesen, Controlling und Kosten-Leistungs-Rechnung, Organisation (z. B. allgemeine planerische Aufgaben, Organisationsuntersuchungen und Beratungen, Planung und Einführung neuer Techniken) und Innerer Dienst (z. B. Liegenschaftsverwaltung und Beschaffung). Einzelne Aufgaben können auch eine eigene Abteilung bilden (etwa IT-Abteilung) oder einer anderen Organisationseinheit als Teilaufgabe zugeordnet sein. Die Aufgaben einer Zentralabteilung werden in manchen Behörden auch mit der Abkürzung „HOPI (Haushalt, Organisation, Personal und Innere Dienste)“ bezeichnet.
Typische Aufgaben einer Zentralabteilung können auch ausgelagert, behördenübergreifend oder geschäftsbereichsübergreifend wahrgenommen werden. So nimmt das Beschaffungsamt des Bundesministeriums des Innern zentral Beschaffungsaufgaben für den Geschäftsbereich des Bundesministeriums des Innern und für Heimat wahr. Das Bundesverwaltungsamt nimmt unter anderem die Aufgabe der Gehaltsabrechnung, von Beihilfeangelegenheiten und der Umzugskostenvergütung für den Geschäftsbereich des Bundesministeriums der Verteidigung wahr, obwohl es diesem nicht selbst angehört. Im Saarland besteht zum Beispiel ein Landesamt für Zentrale Dienste und in Berlin ein Landesverwaltungsamt.
In den Streitkräften werden Aufgaben einer Zentralabteilung häufig von einem Stab oder von einer Versorgungs- und Unterstützungskompanie erledigt.
Stabsstellen nehmen vergleichbare Aufgaben wie eine Zentralabteilung wahr. Im Unterschied zur Stabsstelle gehört die Zentralabteilung aufbauorganisatorisch jedoch zur Linienorganisation.

## Personal
Für Bundesbehörden findet die Ausbildung für Personal der Zentralabteilungen für Beamte des gehobenen Dienstes an der Hochschule des Bundes für öffentliche Verwaltung am Fachbereich Allgemeine Innere Verwaltung statt. Zentrale Ausbildungsbehörde für Beamte des mittleren Dienstes ist das Bundesverwaltungsamt. Neben Beamten mit abgeschlossenem Vorbereitungsdienst können auch Quereinsteiger und Arbeitnehmer im öffentlichen Dienst (Tarifbeschäftigte) in einer Zentralabteilung eingesetzt werden. Beamte im höheren Dienst in einer Zentralabteilung benötigten oft die Befähigung zum Richteramt, weil sie in ihrer Verwendung mit komplexen rechtlichen Fragestellungen etwa im Dienstrecht oder Vergaberecht konfrontiert werden.

## Bezeichnungen
Abteilungen, die Aufgaben einer Zentralabteilung wahrnehmen, tragen auch die Bezeichnungen Abteilung Zentrale Dienste, Abteilung Zentrale Aufgaben, Abteilung Zentrale und Innere Dienste oder ähnliche. Sind Abteilungen in einer Behörde nach Nummern oder Buchstaben benannt, trägt die mit den Aufgaben einer Zentralabteilung beauftragte Organisationseinheit häufig die Bezeichnung Abteilung 1 oder Abteilung Z.
Statt Abteilung können auch andere Namen verwendet werden wie Bereich oder Fachbereich (Zentralbereich; Fachbereich Zentrale Dienste usw.).